# قاسم قشلاق
قاسم قشلاق (به لاتین: Qasımqışlaq) یک منطقه مسکونی در جمهوری آذربایجان است که در شهرستان قوبا واقع شده است. قاسم قشلاق ۱۴۲ نفر جمعیت دارد.